# Rhamphomyia macrura
Rhamphomyia macrura är en tvåvingeart som beskrevs av Friedrich Hermann Loew 1871. Rhamphomyia macrura ingår i släktet Rhamphomyia och familjen dansflugor. Inga underarter finns listade i Catalogue of Life.